# Velimir Bujanec
Velimir Bujanec, hrvaški televizijski voditelj in novinar, * 1974, Varaždin 
Vodi oddajo Bujica na hrvaškem TV kanalu Z1. Kolinda Grabar Kitarović je leta 2015 v njej dala prvi intervju v svoji predsedniški kampanji. Povabljen je bil na njeno inavguracijo.
Leta 1994 je za Globus posnel serijo črnobelih fotografij, na katerih izraža podporo ustaštvu in Ku Klux Klanu. Boris Dežulović ga je v nekaj zapisih označil za neinteligentnega, majhnega in obskurnega. Janez Janša se je z Bujancem leta 2015 slikal na komemorativni slovesnosti v Hudi Jami in bil gost njegove oddaje.
Leta 2014 je bil Bujanec po priznanju obsojen na zaporno kazen, ker je prostitutki plačal s kokainom. Uspešno je tožil hrvaški satirični spletni portal News Bar za 12.000 kun odškodnine, potem ko je Domagoj Zovak napisal, da je Bujanca zadela srčna kap, ko je izvedel, da so zaplenili 44 milijonov vreden kokain.

## Mladost, študij in udeležba v vojni
Bil je predsednik podmladka strank HDZ in HSP. Udeležil se je hrvaške osamosvojitvene vojne v operacijah Blisk in Nevihta. Študiral je politologijo. Leta 1996 je v intervjuju za Nacional dejal, da si je uspel najti dekle, ki gre z njim na mašo za Anteja Pavelića in NDH.

## Delovanje v medijih
Urejal je tabloid Imperijal in bil dopisnik slovenskega Direkta. Z oddajo Bujica je začel leta 2009. Najprej je bila na OTV, ki se je preimenoval v Jabuka, nato je bila na Mreža TV. Od leta 2016 se predvaja na Z1. Gostoval je v oddaji Drugorazredni na Nova24TV in v Ena na ena, YouTube oddaji Aleša Ernecla.
Novembra 2021 je bilo objavljeno, da je šlo njegovo podjetje Bujica media j.d.o.o v stečaj zaradi 180.000 kun dolga. Podjetje je bilo ustanovljeno leta 2017.

## Zasebno

### Poroka
Leta 2017 se je poročil s Karolino Šego. Goste sta zabavala tudi Miroslav Škoro in Thompson, med povabljenimi pa sta bila Zlatko Hasanbegović in Zdravko Mamić. Iz Slovenije sta prišla Roman Leljak in Boštjan M. Turk.